# Metka Jerman
Metka Jerman (Lubiana, 23 gennaio 1963) è un'ex sciatrice alpina jugoslava, dal 1991 slovena, che gareggiò per la nazionale jugoslava.

## Biografia
Specialista delle prove tecniche, la Jerman ottenne il primo piazzamento in Coppa del Mondo l'8 febbraio 1979 a Maribor in slalom speciale (23ª); l'anno dopo ai XIII Giochi olimpici invernali di Lake Placid 1980, sua unica presenza olimpica, si classificò 20ª nello slalom gigante e non completò lo slalom speciale. Il 22 gennaio 1982 colse a Lenggries in slalom speciale il miglior piazzamento in Coppa del Mondo (10ª) e ai successivi Mondiali di Schladming 1982 fu 15ª nello slalom gigante, 8ª nello slalom speciale e 14ª nella combinata. In Coppa del Mondo bissò il suo miglior risultato il 27 febbraio dello stesso anno ad Aspen in slalom gigante (10ª) e ottenne l'ultimo piazzamento il 27 marzo successivo a Monginevro in slalom speciale (13ª).

## Palmarès

### Coppa del Mondo
- Miglior piazzamento in classifica generale: 45ª nel 1982

### Campionati jugoslavi
- 2 ori (slalom gigante, combinata nel 1980)[1]